# ロルフ・フェルチャー
ロルフ・ギュンター・フェルチャー・マルティネス  (Rolf Günther Feltscher Martínez  ,   1990年10月6日 - )は、スイス・チューリッヒ州ビューラッヒ出身のベネズエラ代表サッカー選手。MSVデュースブルク所属。ポジションはDF。

## 来歴
2001年にグラスホッパー・クラブ・チューリッヒのアカデミーに入団し、ユースチームを経て2007-08シーズン開幕戦のFCザンクト・ガレン戦でプロデビュー。2007年UEFA U-17欧州選手権にスイス代表でプレーした。
2010年夏、パルマFCと契約するも、セリエAに馴染めず、ローン移籍を繰り返した。
2013-14シーズンはFCローザンヌ・スポルトでプレー。2014年から2シーズンはMSVデュースブルクでプレー。計53試合に出場するなど、主力として活躍した、
2016年7月11日、当時セグンダ・ディビシオンに降格したばかりのヘタフェCFと2年契約を締結するも、翌年1月にローン移籍でレアル・サラゴサに移籍し、シーズン終了までプレーした。

## 代表経歴
2007年からユース世代のスイス代表でプレーしていたが、母がベネズエラ出身で、同国の国籍を所持していたこともあり、2011年にベネズエラサッカー連盟からの代表入り要請を受け、母の国籍を行使する形で同年からベネズエラ代表でプレー。2016年のコパ・アメリカ・センテナリオにも出場した。